# Ben Loomis
Benjamin "Ben" Loomis (ur. 9 czerwca 1998) – amerykański dwuboista klasyczny, brązowy medalista mistrzostw świata juniorów i srebrny medalista igrzysk olimpijskich młodzieży.

## Kariera
Początkowo uprawiał skoki narciarskie. Po raz pierwszy na arenie międzynarodowej pojawił się 8 października 2011 roku, gdzie w zawodach juniorskich w Lake Placid zajął trzecie miejsce. W 2014 roku wystartował na mistrzostwach świata juniorów w Val di Fiemme, zajmując 58. miejsce indywidualnie oraz 13. miejsce w zawodach drużynowych. W skokach startował do stycznia 2017 roku, po czym skupił się na kombinacji norweskiej.
W 2015 roku wystąpił na mistrzostwach świata juniorów w Ałmaty, gdzie był siódmy w sztafecie i 41. miejsce w zawodach metodą Gundersena. Jeszcze trzykrotnie startował w zawodach tego cyklu, najlepszy wynik osiągając podczas mistrzostw świata juniorów w Kandersteg w 2018 roku, gdzie zdobył brązowy medal w Gundersenie. W 2016 roku wystąpił na igrzyskach olimpijskich młodzieży w Lillehammer, gdzie wywalczył srebrny medal.
W Pucharze Świata zadebiutował 3 grudnia 2016 roku w Lillehammer, zajmując 43. miejsce w Gundersenie. Pierwsze pucharowe punkty wywalczył 26 stycznia 2019 roku w Trondheim, gdzie zajął 30. miejsce w Gundersenie. W lutym 2017 roku wystąpił na mistrzostwach świata w Lahti. Startował tylko w sztafecie, gdzie wraz z kolegami z reprezentacji był ósmy.

## Osiągnięcia

### Igrzyska Olimpijskie
| Miejsce | Dzień     | Rok  | Miejscowość | Konkurencja           | Wynik zwycięzcy | Strata  | Zwycięzca       |
| ------- | --------- | ---- | ----------- | --------------------- | --------------- | ------- | --------------- |
| 41.     | 14 lutego | 2018 | Pjongczang  | Gundersen HS109/10 km | 24:51,4         | +4:29,4 | Eric Frenzel    |
| 40.     | 20 lutego | 2018 | Pjongczang  | Gundersen HS140/10 km | 23:52,5         | +4:38,8 | Johannes Rydzek |
| 10.     | 22 lutego | 2018 | Pjongczang  | Sztafeta HS140/4x5 km | 46:09,8         | +5:16,7 | Niemcy          |
| 15.     | 9 lutego  | 2022 | Zhangjiakou | Gundersen HS106/10 km | 25:07,7         | +1:50,1 | Vinzenz Geiger  |
| 19.     | 15 lutego | 2022 | Zhangjiakou | Gundersen HS140/10 km | 27:13,3         | +2:03,9 | Jørgen Graabak  |
| 6.      | 17 lutego | 2022 | Zhangjiakou | Sztafeta HS140/4x5 km | 50:45,1         | +2:22,0 | Norwegia        |

### Mistrzostwa świata
| Miejsce | Dzień     | Rok  | Miejscowość      | Konkurencja                     | Wynik zwycięzcy | Strata  | Zwycięzca          |
| ------- | --------- | ---- | ---------------- | ------------------------------- | --------------- | ------- | ------------------ |
| 8.      | 26 lutego | 2017 | Lahti            | Sztafeta HS100/4x5 km           | 47:57,3         | +3:27,2 | Niemcy             |
| 44.     | 22 lutego | 2019 | Seefeld in Tirol | Gundersen HS130/10 km           | 23:43,0         | +5:29,7 | Eric Frenzel       |
| 9.      | 24 lutego | 2019 | Seefeld in Tirol | Sprint drużynowy HS130/2x7,5 km | 28:29,5         | +2:56,8 | Niemcy             |
| 33.     | 28 lutego | 2019 | Seefeld in Tirol | Gundersen HS109/10 km           | 25:01,3         | +3:19,2 | Jarl Magnus Riiber |
| 10.     | 2 marca   | 2019 | Seefeld in Tirol | Sztafeta HS109/4x5 km           | 50:15,5         | +6:49,7 | Norwegia           |
| 33.     | 26 lutego | 2021 | Oberstdorf       | Gundersen HS106/10 km           | 23:01,2         | +3:35,2 | Jarl Magnus Riiber |
| 9.      | 28 lutego | 2021 | Oberstdorf       | Sztafeta HS106/4x5 km           | 43:57,7         | +5:16,1 | Norwegia           |
| 31.     | 4 marca   | 2021 | Oberstdorf       | Gundersen HS137/10 km           | 23:11,1         | +4:52,4 | Johannes Lamparter |
| 9.      | 6 marca   | 2021 | Oberstdorf       | Sprint drużynowy HS137/2x7,5 km | 29:29,7         | +4:46,4 | Austria            |
| 27.     | 25 lutego | 2023 | Planica          | Gundersen HS102/10 km           | 24:36,3         | +2:39,1 | Jarl Magnus Riiber |
| 7.      | 26 lutego | 2023 | Planica          | Sztafeta mieszana HS102/4x5 km  | 37:38,2         | +4:20,9 | Norwegia           |
| 8.      | 1 marca   | 2023 | Planica          | Sztafeta HS138/4x5 km           | 47:20,4         | +4:03,2 | Norwegia           |
| 31.     | 4 marca   | 2023 | Planica          | Gundersen HS138/10 km           | 23:42,6         | +5:27,1 | Jarl Magnus Riiber |
| 9.      | 28 lutego | 2025 | Trondheim        | Sztafeta mieszana HS102/4x5 km  | 36:37,5         | +4:04,8 | Norwegia           |
| 21.     | 1 marca   | 2025 | Trondheim        | Kompakt HS102/7,5 km            | 17:13,4         | +1:12,0 | Jarl Magnus Riiber |
| 8.      | 7 marca   | 2025 | Trondheim        | Sztafeta HS138/4x5 km           | 50:37,7         | +6:57,6 | Niemcy             |
| 23.     | 8 marca   | 2025 | Trondheim        | Gundersen HS138/10 km           | 24:57,5         | +4:17,0 | Jarl Magnus Riiber |

### Mistrzostwa świata juniorów
| Miejsce | Dzień       | Rok  | Miejscowość | Konkurencja           | Wynik zwycięzcy | Strata  | Zwycięzca          |
| ------- | ----------- | ---- | ----------- | --------------------- | --------------- | ------- | ------------------ |
| 41.     | 4 lutego    | 2015 | Ałmaty      | Gundersen HS100/10 km | 25:54,2         | +5:07,8 | Jarl Magnus Riiber |
| 7.      | 7 lutego    | 2015 | Ałmaty      | Sztafeta HS100/4x5 km | 48:41,4         | +7:09,9 | Austria            |
| 6.      | 26 lutego   | 2016 | Râșnov      | Sztafeta HS100/4x5 km | 48:41,4         | +5:33,5 | Austria            |
| 18.     | 31 stycznia | 2017 | Park City   | Gundersen HS100/10 km | 25:54,5         | +1:38,5 | Arttu Mäkiaho      |
| 7.      | 2 lutego    | 2017 | Park City   | Sztafeta HS100/4x5 km | 46:17,4         | +15,3   | Austria            |
| 6.      | 4 lutego    | 2017 | Park City   | Gundersen HS100/5 km  | 12:14,9         | +2:10,8 | Vinzenz Geiger     |
| 3.      | 30 stycznia | 2018 | Kandersteg  | Gundersen HS106/10 km | 22:58,3         | +8,3    | Ondřej Pažout      |
| 7.      | 1 lutego    | 2018 | Kandersteg  | Sztafeta HS106/4x5 km | 56:33,0         | +3:36,4 | Austria            |
| 4.      | 3 lutego    | 2018 | Kandersteg  | Gundersen HS106/5 km  | 11:28,8         | +5,5    | Vid Vrhovnik       |

### Igrzyska olimpijskie młodzieży
| Miejsce | Dzień     | Rok  | Miejscowość | Konkurencja             | Wynik zwycięzcy | Strata    | Zwycięzca |
| ------- | --------- | ---- | ----------- | ----------------------- | --------------- | --------- | --------- |
| 2.      | 16 lutego | 2016 | Lillehammer | Gundersen HS100/5 km    | 13:31,4         | +5,2      | Tim Kopp  |
| 10.     | 18 lutego | 2016 | Lillehammer | skoki drużyn mieszanych | 709,5 pkt       | 177,9 pkt | Słowenia  |
| 8.      | 19 lutego | 2016 | Lillehammer | sztafeta mieszana       | 26:16,9         | +2:09,8   | Rosja     |

### Puchar Świata

#### Miejsca w klasyfikacji generalnej
- sezon 2016/2017: niesklasyfikowany
- sezon 2017/2018: niesklasyfikowany
- sezon 2018/2019: 64.
- sezon 2019/2020: niesklasyfikowany
- sezon 2020/2021: niesklasyfikowany
- sezon 2021/2022: 33.
- sezon 2022/2023: 46.
- sezon 2023/2024: 27.
- sezon 2024/2025: 28.

#### Miejsca na podium chronologicznie
Jak dotąd nie stawał na podium zawodów PŚ.

### Puchar Kontynentalny

#### Miejsca w klasyfikacji generalnej
- sezon 2014/2015: niesklasyfikowany
- sezon 2015/2016: 40.
- sezon 2016/2017: 28.
- sezon 2017/2018: 27.
- sezon 2018/2019: 45.
- sezon 2019/2020: 24.
- sezon 2020/2021: 41.
- sezon 2021/2022: 26.

#### Miejsca na podium chronologicznie
| Nr | Data             | Miejscowość | Konkurencja              | Wynik zwycięzcy | Pozycja | Strata   | Zwycięzca       |
| -- | ---------------- | ----------- | ------------------------ | --------------- | ------- | -------- | --------------- |
| 1. | 21 stycznia 2022 | Klingenthal | Gundersen HS140/5 km     | 14:30,5 min     | 3.      | +41,6 s  | Simen Tiller    |
| 2. | 12 marca 2022    | Park City   | Start masowy HS100/10 km | 116,5 pkt       | 3.      | -8,7 pkt | Taylor Fletcher |

### Letnie Grand Prix

#### Miejsca w klasyfikacji generalnej
- 2016: niesklasyfikowany
- 2017: niesklasyfikowany
- 2018: (39.)[6]
- 2019: nie brał udziału
- 2021: (18.)[7]
- 2022: (23.)[8]
- 2023: (20.)[9]
- 2024: (37.)[10]

#### Miejsca na podium chronologicznie
Jak dotąd nie stawał na podium zawodów LGP.